# Euselasia pance
Euselasia pance is een vlindersoort uit de familie van de prachtvlinders (Riodinidae), onderfamilie Euselasiinae.
Euselasia pance werd in 1999 beschreven door Callaghan.